# Motten (Bayern)

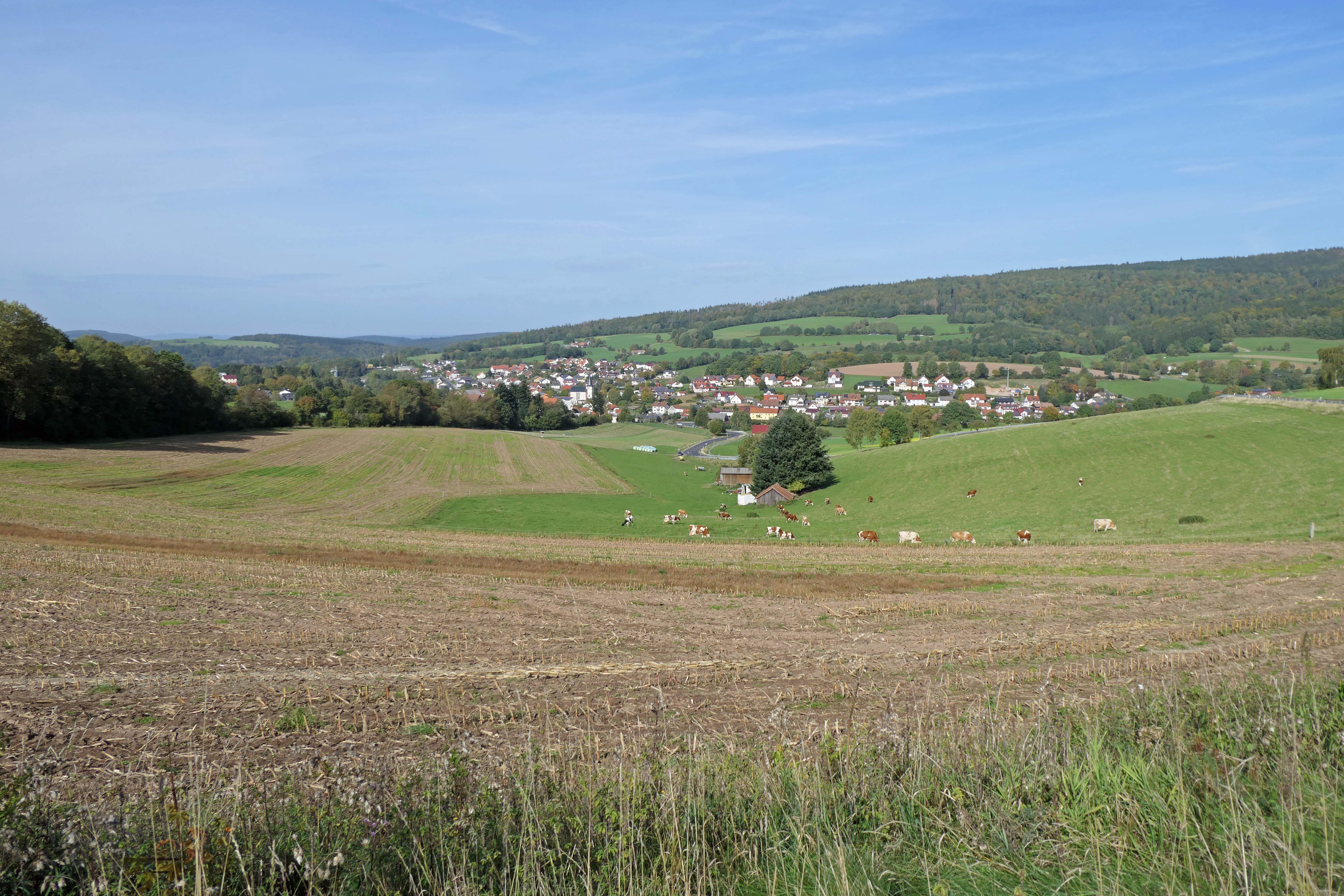
Motten von Südosten

Motten ist eine Gemeinde und ein staatlich anerkannter Erholungsort im unterfränkischen Landkreis Bad Kissingen im Nordwesten von Bayern.

## Geographie

### Geographische Lage
Motten liegt in der Region Main-Rhön am Südwestrand des Mittelgebirges Rhön. Es wird vom Fliede-Zufluss Döllbach (hier Döllau genannt) durchflossen. Umrahmt ist das im Naturpark Bayerische Rhön gelegene Motten von den Bergen Hohe Kammer (700 m ü. NHN) im Nordosten, Ehrenberg (ca. 674 m ü. NHN) im Südosten (Standort der Wallfahrtskirche Maria Ehrenberg) und Große Haube (auch Mottener Haube genannt; 658,1 m ü. NHN; Standort eines Aussichtsturms) im Südwesten; die beiden zuerst genannten Berge befinden sich innerhalb des Truppenübungsplatzes Wildflecken.

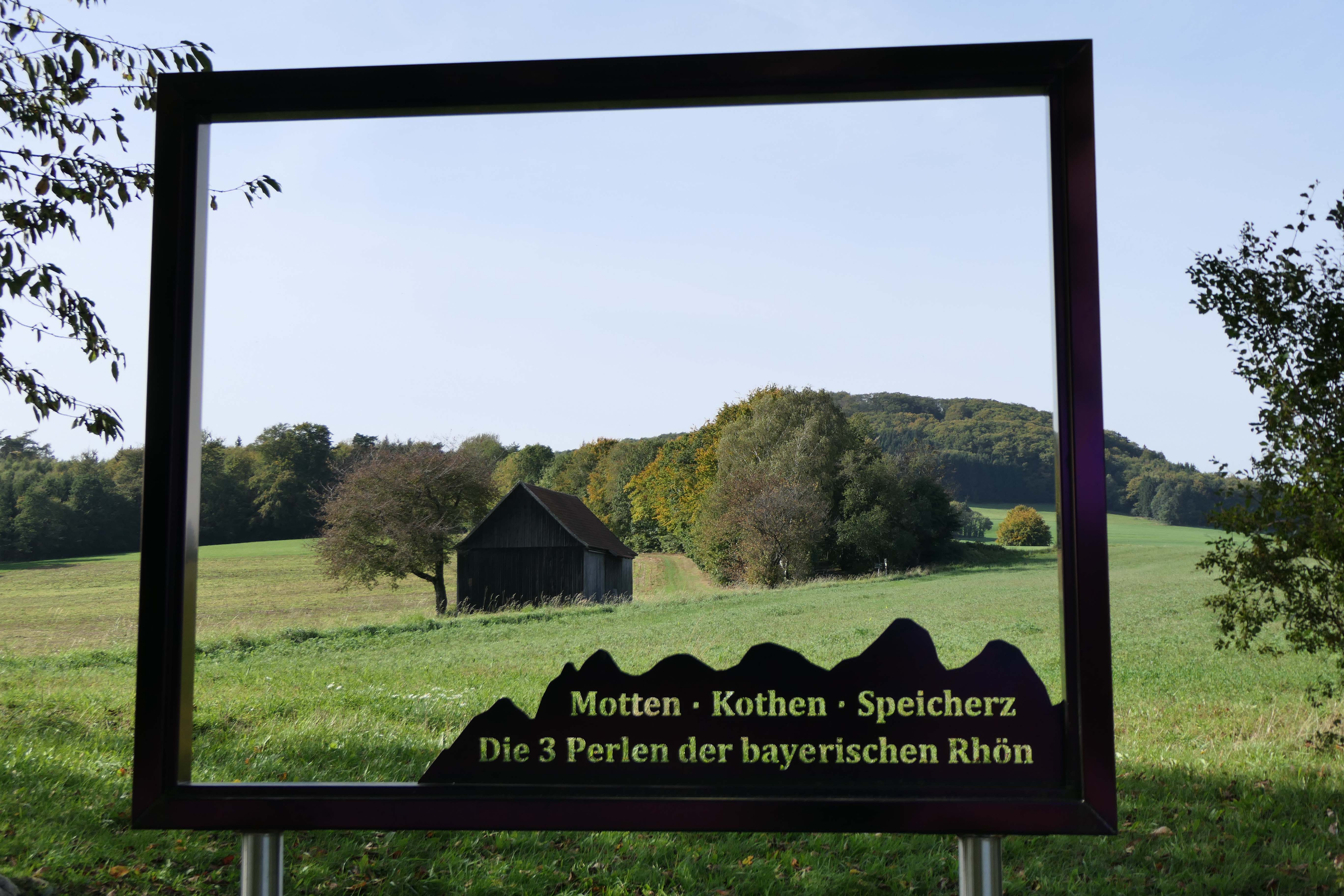
Blick zur Mottener Haube

### Nachbargemeinden
Die Gemeinde liegt zwischen den Gemeinden Ebersburg (Hessen) im Norden, Wildflecken (Bayern) im Osten, Sinntal (Hessen) im Südwesten, und Kalbach (Hessen) im Westen sowie den gemeindefreien Gebieten Mottener Forst-Süd (Bayern) im Südsüdosten und Römershager Forst-Nord (Bayern) im Süden.

### Gemeindegliederung
Motten hat zehn Gemeindeteile (in Klammern ist der Siedlungstyp angegeben):
- Eckenwiesenhof (Einöde)
- Eisenhammer (Weiler)
- Fuchsenhof (Einöde)
- Haubenhof (Weiler)
- Kothen (Pfarrdorf)
- Kretzenhof (Weiler)
- Motten (Pfarrdorf)
- Oberziegelhütte (Einöde)
- Speicherz (Kirchdorf)
- Thomashof (Einöde)

## Geschichte
Im Jahr 837 wurde Motten bereits in der heutigen Schreibform erstmals urkundlich erwähnt. Dem Namen liegt der Genitiv des erschlossenen Personennamens Moto zugrunde.
Als Amt Motten des Hochstiftes Fulda wurde Motten 1802 zugunsten Wilhelm Friedrichs von Oranien-Nassau säkularisiert und fiel 1806 als Teil der „province de Fulde“ an Frankreich (ab 1810 ein Departement des Großherzogtums Frankfurt des Fürstprimas von Dalberg). Es wurde 1815 auf dem Wiener Kongress Österreich zugesprochen. Seit dem Münchner Vertrag 1816 gehört der Ort zu Bayern.
Im Jahr 1871 bestand die Gemeinde Motten aus folgenden Ortsteilen:
| - Eckenwiesenhof - Fuchsenhof - Haubenhof I - Haubenhof II - Haubenhof III | - Kretzenhof - Motten - Oberziegelhütte - Streitenbergsmühle - Wiesenhof |

Sie gehörte zum Bezirksamt Brückenau, das später zum Landkreis Brückenau wurde. Die Orte Haubenhof I und II, Oberziegelhütte und Streitenbergsmühle gingen im wachsende Ortsgebiet von Motten auf. Der Wiesenhof wurde Anfang der 1990er Jahre in Thomashof umbenannt.
Am 1. Mai 1978 wurden im Zuge der Gemeindegebietsreform die Gemeinden Kothen und Speicherz eingegliedert.
Am Abend des 22. Oktober 2005 richtete ein Tornado im Industriegebiet sowie in nahe gelegenen Wäldern große Schäden an.

## Einwohnerentwicklung
| Jahr | Einwohner |
| ---- | --------- |
| 1961 | 1491      |
| 1970 | 1617      |
| 1987 | 1641      |
| 1991 | 1741      |
| 1995 | 1961      |
| 2000 | 1946      |
| 2005 | 1935      |
| 2010 | 1794      |
| 2015 | 1771      |

Im Zeitraum 1988 bis 2018 stieg die Einwohnerzahl von 1675 auf 1697 um 22 Einwohner bzw. um 1,3 %. 1995 hatte die Gemeinde 1961 Einwohner.
(Quelle: BayLfStat)

## Politik

### Gemeinderat
Der Mottener Gemeinderat hat zwölf Mitglieder. Die jüngste Kommunalwahl am 16. März 2014 brachte bei einer Wahlbeteiligung von 70,33 % folgendes Ergebnis:
|  | Wählergemeinschaft Motten            | 7 Sitze | (55,27 %) |
|  | Freie Wähler Kothen-Motten-Speicherz | 4 Sitze | (33,97 %) |
|  | Wählergruppe Speicherz               | 1 Sitz  | (10,76 %) |

Weiteres Mitglied und Vorsitzender des Gemeinderates ist der Bürgermeister.

### Bürgermeister
Erste Bürgermeisterin ist Katja Habersack (Wählergemeinschaft). Diese wurde im Jahr 2020 Nachfolgerin von Jochen Vogel (Wählergemeinschaft). Dieser war von 2020 bis 2024 für die CSU Bürgermeister von Bad Brückenau.

### Städtepartnerschaften
Partnergemeinde ist Ranville in Frankreich.

## Baudenkmäler

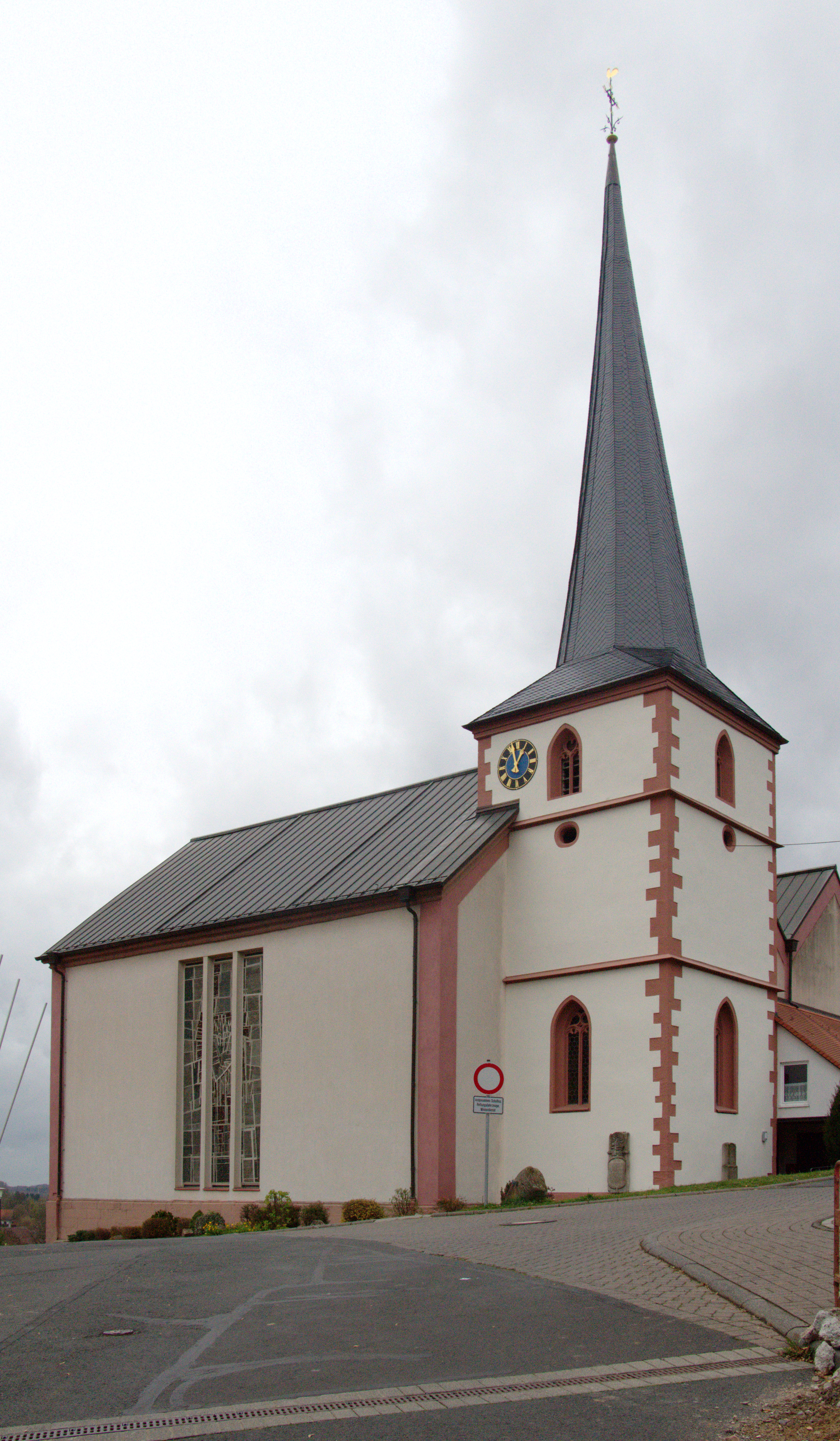
St.-Bartholomäus-Kirche in Motten

## Wappen
| Wappen von Motten | Blasonierung: „In Schwarz ein mit einem senkrechten schwebenden schwarzen Tatzenkreuz belegter silberner Schräglinksbalken; oben eine goldene Laubkrone, unten eine goldene Distelblüte.“ |
| Wappen von Motten | Wappenbegründung: 1978 haben sich die Gemeinden Motten, Kothen und Speicherz zur heutigen Gemeinde Motten zusammengeschlossen. Das Gemeindegebiet gehörte einst zum Kloster Fulda. Im Wappen weisen die Farben Silber und Schwarz und das schwarze Tatzenkreuz, auch fuldisches Kreuz genannt, auf diese Vergangenheit hin. Der silberne Schräglinksbalken symbolisiert die wichtige Straße von Nord nach Süd, die im Mittelalter durch das Gemeindegebiet führte. An das 1275 und 1277 belegte Freigericht Motten erinnert die goldene Laubkrone. Auf die Lage der Gemeinde in der Rhön weist die goldene Distelblüte hin. Das Wappen wurde von der Regierung von Unterfranken am 14. Dezember 1979 verliehen. |

## Wirtschaft und Infrastruktur
Motten ist seit dem frühen 16. Jahrhundert Standort einer Brauerei. Die fürstbischöflich-fuldische Amtsbrauerei wurde am 12. Dezember 1791 an den Bauern Johann Georg Will verkauft. Die Brauerei bestand bis 1987 als Will-Bräu. Heute heißt sie Hochstiftliches Brauhaus in Bayern und gehört zum Hochstiftlichen Brauhaus Fulda.
In Motten bestanden auch Ziegelbrennereien, so die obere Ziegelhütte. Einige Exemplare von besonders gestalteten Firstziegeln (so mit Einritzungen von Figuren, Sprüchen und Namen), die sogenannten „Feierabendziegel“, haben sich von der oberen Ziegelhütte erhalten, so Objekte vom Ziegler Caspar Hardt im Jahr 1775 und Ziegler Matthäus Bös in den Jahren 1867 und 1870.
Erstes Unternehmen, im 1991 erschlossenen Gewerbegebiet, war die Firma Paltian Treppenbau. Deren Firmengründer ist Karl Schuhmann im Jahr 1917.
Die Gemeindesteuereinnahmen betrugen im Jahr 1999 umgerechnet 840.000 Euro, davon waren 200.000 Euro netto Gewerbesteuereinnahmen.

### Wirtschaft einschließlich Land- und Forstwirtschaft
Im Jahre 2020 gab es nach der amtlichen Statistik im produzierenden Gewerbe 276 und im Bereich Handel und Verkehr 100 sozialversicherungspflichtig Beschäftigten am Arbeitsort. In sonstigen Wirtschaftsbereichen lag dieser Wert bei 23 Personen. Sozialversicherungspflichtig Beschäftigte am Wohnort gab es 749. Im verarbeitenden Gewerbe gab es einen, im Bauhauptgewerbe ebenfalls einen Betrieb. Zudem bestanden im Jahr 2016 26 landwirtschaftliche Betriebe mit einer landwirtschaftlich genutzten Fläche von 716 Hektar, davon waren 147 Hektar Ackerfläche und 613 Hektar Dauergrünfläche.

### Verkehr
Es ist die einzige Gemeinde der Region Main-Rhön, die zum Einzugsgebiet der Weser und zum Rhein-Main-Verkehrsverbund (RMV) gehört.

### Bildung
Im Jahre 1999 gab es folgende Einrichtungen:
- Kindergarten: 117 Plätze mit 95 Kindern
- Grundschule: vier Lehrer und 100 Schüler

## Persönlichkeiten
- Peter Blum (* 1964), Maler, lebt in Motten